# Семеняка, Людмила Ивановна
Людми́ла Ива́новна Семеня́ка (род. 16 января 1952, Ленинград, СССР) — советская и российская балерина, балетмейстер, хореограф, балетный педагог, актриса; народная артистка СССР (1986). Лауреат Государственной премии СССР (1977) и премии Ленинского комсомола (1976).

## Биография
Родилась 16 января 1952 года в Ленинграде. Отец — Семеняка Иван Яковлевич, работал гравёром в издательстве «Правда». Мать — Семеняка Мария Митрофановна, аппаратчица химической лаборатории.
Танцевальные способности и артистизм впервые проявились в хореографическом кружке Дворца пионеров им. Жданова.
В 10 лет поступила в Ленинградское хореографическое училище (ныне Академия русского балета имени А. Я. Вагановой) в класс Н. В. Беликовой, в 12 — дебютировала на сцене Ленинградского театра оперы и балета им. С. М. Кирова в сольной партии маленькой Маши в балете «Щелкунчик» П. И. Чайковского.
В 1969 году на Первом Международном конкурсе артистов балета в Москве была удостоена III премии.
С 1970 по 1972 год работала в Ленинградском театре оперы и балета им. С. М. Кирова. Продолжала заниматься под руководством И. А. Колпаковой.
В 1972 году Ю. Н. Григорович пригласил её в Большой театр. В том же году артистка успешно дебютировала в спектакле Большого театра «Лебединое озеро». Её наставником стала легендарная Г. С. Уланова, оказавшая значительное влияние на творчество балерины. Помимо постоянной работы с Г. С. Улановой, балерина работала с М. Т. Семёновой, М. В. Кондратьевой, Н. Р. Симачёвым, занималась в классе А. М. Мессерера.
В 1976 году завоевала 1-ю премию и золотую медаль I Международного конкурса артистов балета в Токио, а в Париже С. Лифарь вручает ей Премию имени Анны Павловой Парижской академии танца.
В Большом театре выступала с 1972 по 1998 год (в 1972—1992 — в штате, в 1992—1998 — по контракту), исполнив центральные партии во многих балетах.
В 1986 году получила в Лондоне престижную английскую премию «Evening Standard» за лучшие достижения в области хореографического искусства.
В 1990—1991 годах балерина работала по контракту в труппе Английского национального балета, где исполняла партии: Золушка (1990, «Золушка» С. С. Прокофьева), Маша (1990, «Щелкунчик», балетмейстер Б. Стивенсон), Девушка (1991, «Видение розы», хореография М. Фокина, балетмейстер Н. Берёзов), «Вальсы» на музыку Я. Сибелиуса (1991, балетмейстер В. Небрада), а в труппе Шотландского национального балета исполнила партию принцессы Авроры (1990, "«Спящая красавица» П. Чайковского, редакция Г. Самсовой). В 1992 году с большим успехом танцевала в театре «Колон» в Аргентине.
Стояла у истоков возрождения благотворительного движения в России. В 1989 году при поддержке Фонда культуры и Правительства СССР провела одну из первых благотворительных акций — гала-концерт «Приглашает Людмила Семеняка» в Концертном зале им. П. И. Чайковского. Наряду со сценами из классических балетов и спектаклей Большого театра, впервые в России представила фрагменты спектаклей «Сильвия» Л. Делиба (балетмейстер Дж. Баланчин) и «В поисках утраченного времени» на музыку Г. Форе (балетмейстер Р. Пети), а также па-де-де из балета «Эсмеральда» Ц. Пуни (редакция Дж. Гилпина и Н. Берёзова). В том же 1989 году выступила организатором и участником благотворительных гала-концертов звёзд мирового балета в Нью-Орлеане, Брюсселе и городах Израиля.
В 1999 году дебютировала как балетмейстер-постановщик, подготовив для своего сольного выступления номер «Из роли в роль» на музыку Моцарта.
В 2000—2004 годах выступала как драматическая актриса в Московском театре «Школа современной пьесы» в ролях Полины Андреевны (2000, «Чайка» А. П. Чехова) и Леры (2001, «Прекрасное лекарство от тоски» С. И. Злотникова; оба — режиссёр И. Л. Райхельгауз, балетмейстер М. Л. Лавровский).
С 2002 года — педагог-репетитор Большого театра. Готовит партии с солистками и артистками балета: Е. А. Андриенко, А. В. Горячевой, С. Ю. Захаровой, Е. А. Казаковой, Е. В. Образцовой, А. В. Меськовой, В. А. Осиповой, Д. Е. Хохловой, М. Шрайнер.
Член жюри международных конкурсов артистов балета: в Любляне (1998), им. Ю. Григоровича «Фуэте Артека» (Крым, 1998 и 1999), имени С. Лифаря (Киев, 1999), в Нагое (ежегодно с 2000, Япония), балетного фестиваля «Бенуа де ла Данс» (2000), 10-го (2009) и 11-го (2013) конкурса в Москве, в Астане (2010).
В 2008 году стала обладательницей приза «Душа танца» (номинация «Мэтр танца»), ежегодно присуждаемой журналом «Балет».

### Семья
- Первый муж — Михаил Леонидович Лавровский (род. 1941), артист балета, балетмейстер, хореограф, балетный педагог, актёр; народный артист СССР (1976). Брак распался через 4 года.
- Второй муж — Андрис Марисович Лиепа (род. 1962), артист балета, театральный режиссёр и продюсер; народный артист России (2009). Через год брак был расторгнут, но ещё шесть лет бывшие супруги проживали вместе.
- Позже встретила мужчину, имя которого не раскрывает. В этих отношениях родила сына Ивана (род. 1988) в возрасте тридцати шести лет ([источник не указан 1532 дня]).

## Награды и звания
Государственный награды:
- Орден Почёта (3 октября 2023 года) — за заслуги в развитии отечественной культуры и искусства, многолетнюю плодотворную творческую деятельность [4]

Почётные звания:
- Заслуженная артистка РСФСР (1976)
- Народная артистка РСФСР (1982)[5]
- Народная артистка СССР (1986)

Государственные премии:
- Премия Ленинского комсомола (1976) — за высокое исполнительское мастерство
- Государственная премия СССР (1977) — за исполнение партии Валентины в балетном спектакле «Ангара» А. Я. Эшпая

Другие награды, поощрения и общественное признание:
- Лауреат Первого Международного конкурса артистов балета в Москве (1969, 3-я премия)
- Лауреат Шестого Международного балетного конкурса в Варне (1972, 3-я премия)
- Лауреат Всесоюзного конкурса балетмейстеров и артистов балета в Москве (1972, 2-я премия)
- Лауреат Первого Международного конкурса артистов балета в Токио (1976, 1-я премия)
- Премия им. Анны Павловой Парижской академии танца (1976)
- Премия им. Елены Смирновой (1985, Буэнос-Айрес, Аргентина)
- Премия «Evening Standard» за выдающиеся заслуги в области хореографического искусства (1986, Лондон)
- Премия «Хрустальная роза Донецка» международного фестиваля «Звёзды мирового балета» (2004 Донецк, Украина)
- Приз «Душа танца» журнала «Балет» в номинации «Мэтр танца» 2008

## Творчество
В репертуаре балерины ― все крупнейшие роли классических балетов, а также множество балетных партий в современных балетах.

### Балетные партии
- «Щелкунчик» П. И. Чайковского — Мари
- «Лебединое озеро» П. И. Чайковского — Одетта-Одиллия
- «Жизель» А. Адана — Жизель
- «Спящая красавица» П. И. Чайковского — Аврора, принцесса Флорина
- «Дон Кихот» Л. Минкуса — Китри, Амур
- «Баядерка» Л. Минкуса — Никия
- «Петрушка» И. Ф. Стравинского — Балерина
- «Шопениана» на музыку Ф. Шопена ― Сильфида
- «Раймонда» А. К. Глазунова ― Раймонда
- «Сильфида» Г. Левенскьольда ― Сильфида
- «Каменный цветок» С. С. Прокофьева ― Катерина
- «Ромео и Джульетта» С. С. Прокофьева ― Джульетта
- «Золушка» С. С. Прокофьева ― Золушка
- «Спартак» А. И. Хачатуряна ― Фригия
- «Легенда о любви» А. Д. Меликова ― Ширин
- «Иван Грозный» на музыку С. С. Прокофьева ― Анастасия
- «Ангара» А. Я. Эшпая — Валентина
- «Макбет» К. В. Молчанова ― леди Макбет
- «Золотой век» Д. Д. Шостаковича ― Рита
- «Медный всадник» Р. М. Глиэра ― Коломбина
- «Любовью за любовь» Т. Хренникова ― Геро, Беатриче
- «Сирано де Бержерак» М. Констана ― Роксана
- «Преступление и наказание» А. Пярта ― Соня Мармеладова
- «Видение розы» на музыку К. М. фон Вебера, хореография М. М. Фокина — Девушка
- «Серенада» на музыку Серенады для струнного оркестра П. И. Чайковского ― главная партия
- «Тема с вариациями» на музыку Третьей сюиты для оркестра П. И. Чайковского ― главная партия
- «Па-де-катр» на музыку Ц. Пуни ― Фанни Черрито
- Гран-па из балета «Пахита» М. И. Петипа
- «Лебедь» на музыку К. Сен-Санса ― Лебедь
- Па-де-де «Лето» (хореограф К. Макмиллан)
- «Фантазия на тему Казановы» на музыку В. А. Моцарта) (хореограф М. Л. Лавровский) ― Дама сердца

Среди наиболее значительных зарубежных выступлений балерины вне труппы Большого театра:
- Жизель (1977, «Жизель» Берлинская государственная опера)
- Одетта-Одиллия (1977, «Лебединое озеро» Венгерская государственная опера, Будапешт)
- участие в юбилейном вечере Галины Улановой (1981, «Hommage a Oulanova», Зал «Плейель», Париж)
- Одетта-Одиллия (1982, «Лебединое озеро», ред. Н. Г. Конюс, Шведская королевская опера)
- выступления в театре «Колон» (Буэнос-Айрес, Аргентина): «Вечер Чайковского» (1984), 2-й акт «Лебединого озера», 3-й акт «Спящей красавицы», 3-й акт «Щелкунчика»), в балетах «Жизель» (1984), «Лебединое озеро» (1988), «Спящая красавица» (1990, балетм. М. Петипа, ред. К. Макмиллана), «Баядерка» (1992, балетм. М. Петипа, ред. Н. Р. Макаровой, Л. Семеняка — участница премьерного спектакля)
- выступление в гала-концерте, предварявшем встречу Генерального секретаря ЦК КПСС М. С. Горбачёва с Президентом США Р. Рейганом в Вашингтоне (1987, «Кеннеди-центр»)
- Принцесса Аврора (1989, «Спящая красавица», балетм. М. Петипа, ред. К. Макмиллана, Американский балетный театр на сцене «Метрополитен-опера», Нью-Йорк)
- Одетта-Одиллия (1990, «Лебединое озеро», ред. Р. Х. Нуреева, Парижская опера)

### Поставила спектакли
- «Бахчисарайский фонтан» (2008, Астраханский государственный музыкальный театр, Л. Семеняка ― автор оригинальной хореографии и дизайна костюмов)
- «Жизель» (2009, ред. Л. М. Лавровского; Л. Семеняка ― автор дизайна костюмов)
- «Лебединое озеро» (2010, Л. Семеняка ― автор оригинальной хореографии с использованием хореографических фрагментов Л. Иванова, М. Петипа, А. Горского; оба ― Екатеринбургский театр оперы и балета).

## Фильмография
- 1969 — снималась в концертной программе, исполняя па-де-де из балета «Дон Кихот» с М. Н. Барышниковым (Ленинградское телевидение)
- 1970 — «Молодой балет мира» (документальный фильм)
- 1973 — «Эта весёлая планета» (реж. Ю. С. Сааков, Ю. Н. Цветков) ― принцесса Аврора (адажио из балета «Спящая красавица»)
- 1973 — «Хореографические новеллы» (хореографический номер «Солнечный дуэт» на музыку А. А. Бабаджаняна; балетм. Н. Д. Касаткина, В. Ю. Василёв, реж. В. Ю. Василёв, В. И. Граве, т/о «Экран»)
- 1977 — «Иван Грозный» ― запись спектакля Большого театра (запись с открытия Третьего Международного конкурса артистов балета)
- 1976 — «Танцует Людмила Семеняка» (реж. Ф. С. Слидовкер)
- 1980 — «Большой балет» (фильм-концерт) (реж. Е. В. Михайлова)
- 1981 — «Мир Улановой» (реж. А. К. Симонов, В. В. Васильев)[6]
- 1984 — «Свидание с Большим театром» (реж. В. Рытченков[7])
- 1987 — «Балетмейстер Юрий Григорович» (реж. Ю. Н. Альдохин)
- 1990 — «Лебединая песня» (фильм-спектакль) ― танцовщица
- 1993 — «Моя Жизель» (реж. Е. В. Михайлова)
- 1997 — «Фантазия на тему Казановы»
- «Звёзды русского балета» Том 2 (DVD NTSC)[8]

С её участием сделаны видеозаписи балетов Большого театра Союза ССР:
- «Раймонда» (1987)
- «Спартак» (1990)
- «Каменный цветок» (1990)[9],

а также балета Санкт-Петербургского Малого театр оперы и балета им. М. П. Мусоргского «Щелкунчик» (1992, балетм. И. Д. Бельский).

### Участие в фильмах
- 1987 — Балет от первого лица (документальный)
- 2009 — Агриппина Ваганова. Великая и ужасная (документальный)
- 2013 — Годунов и Барышников. Победителей не судят (документальный)

## Публикации о Людмиле Семеняке
- А. Демидов. Ленинградское хореографическое училище имени А. Я. Вагановой. ― «Театр», 1970, № 11, С. 107—108
- Е. Л. Луцкая. Московский дебют Людмилы Семеняки // «Советская музыка», 1973. № 3
- Е. Л. Луцкая. Новые герои // «Театральная жизнь», 1973. № 8
- П. Гусев. Людмила Семеняка // «Театр», 1973, № 1
- К. Южина. Балерина // «КиЖ», 1973, № 7
- Андрей Баташев. Из истины страстей (Штрихи к портрету балерины Людмилы Семеняки) // «Смена», 1976. № 13[10]
- Е. Белова. Людмила Семеняка // «Театр», 1976, № 3
- Андрей Баташев. В пространстве балета // «Панорама-10». ― М., 1978
- Сания Давлекамова. Людмила Семеняка ― Китри // «Советская музыка», 1978, № 3
- О. Сахарова. Звание без эпитетов // «Театральная жизнь», 1978, № 9
- Наталья Чернова. Силуэты танца // «Музыкальная жизнь». 1982. № 23;
- Н. И. Эльяш. Незнакомая Китри // «Известия», 1985, 30 ноября
- Н. И. Эльяш. Этюды к портрету // «Советский балет», 1986, № 3
- Б. А. Львов-Анохин. Танцует Людмила Семеняка // «Музыкальная жизнь», 1986, № 22
- Н. И. Эльяш. Любовь, чистота // «Известия», 1987. 19 января
- Н. И. Эльяш. Приглашает балерина // «Известия», 1988. 28 июня
- С. А. Давлекамова. Рождённая для балета // «КиЖ», 1988, № 12
- Ярослав Седов. Муза на пуантах: Людмила Семеняка и театр танца // «Московский комсомолец». 11 июля 1990 года
- Андрей Баташев. Без занавеса // «Воскресенье», 1992, № 4
- Наталья Шадрина. Я хочу танцевать! // «Большой театр», 18 апреля 1997 года
- Наталья Шадрина. Из рода прима-балерин // «Культура», 1997. 24 апреля
- Ярослав Седов. Самоубийство с танцевальным исходом // «Сегодня», 28 декабря 2000 года
- Ярослав Седов. Горошина для принцессы // «Итоги». 2001. № 2
- Александр Фирер. Богиня танца // «Вечерняя Москва», № 6 (24540) от 16.01.2007
- Л. Барыкина. Родом из Большого // «Российская газета» федеральный выпуск № 4846 от 11 февраля 2009 года
- Ю. Лидова. Легкое дыхание «Жизели» // 11.03.2009 «Культура», № 9 (7672)
- Ю. Лидова. Лебединому озеру вернули тайну // 28.04.2010 «Независимая газета»
- Ярослав Седов. Лебедей вывели на чистую воду // 22.04.2010 «Труд»
- Е. Федоренко. «Озеро» по-улановски // «Культура», № 18 (7731) 20-26 мая 2010 года